# Onthophagus monodon
Onthophagus monodon är en skalbaggsart som beskrevs av Fahraeus 1857. Onthophagus monodon ingår i släktet Onthophagus och familjen bladhorningar. Inga underarter finns listade i Catalogue of Life.